# 苏拉日
苏拉日（法語：Soulages，法語發音：[sulaʒ]）是法国康塔尔省的一个市镇，属于圣弗卢尔区。

## 地理
苏拉日（45°5'20"N, 3°16'25"E）面积15.09 平方千米，位于法国奥弗涅-罗讷-阿尔卑斯大区康塔爾省，该省份为法国中南部省份，位于法國中央高原中心，北起科雷兹省、上盧瓦爾省和多姆山省，西接洛特省和科雷兹省，南至阿韦龙省和洛特省，东临上盧瓦爾省和洛泽尔省。
与苏拉日接壤的市镇（或旧市镇、城区）包括：拉斯蒂克、蒙尚、拉雅德、韦德里讷圣卢、沙斯泰勒。

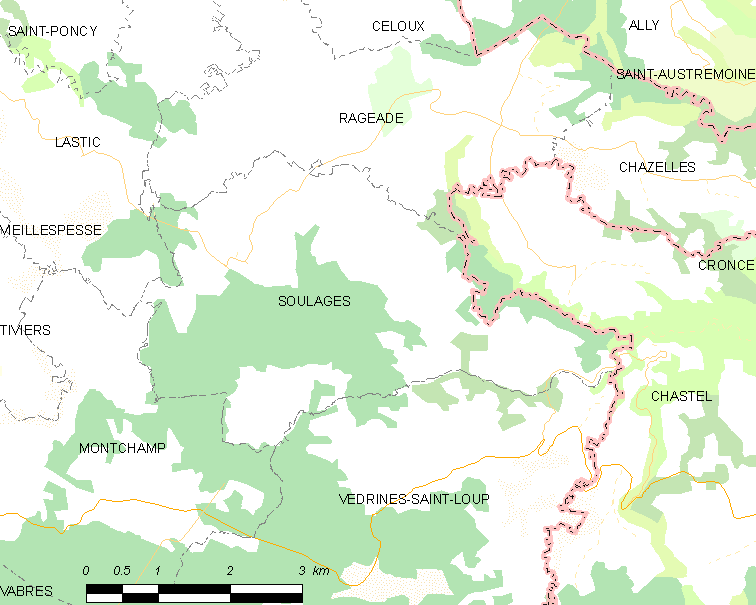
苏拉日的OSM定位图

苏拉日的时区为UTC+01:00、UTC+02:00（夏令时）。

## 行政
苏拉日的邮政编码为15100，INSEE市镇编码为15229。

## 政治
苏拉日所属的省级选区为特吕耶尔河畔讷韦格利斯县。

## 人口

1962-2008年间苏拉日人口变化图示

苏拉日于2022年1月1日时的人口数量为83人。